# Diaglyptella trisulcata
Diaglyptella trisulcata är en stekelart som beskrevs av André Seyrig 1952. Diaglyptella trisulcata ingår i släktet Diaglyptella och familjen brokparasitsteklar. Inga underarter finns listade i Catalogue of Life.